# 安德烈兰迪亚
安德烈兰迪亚是巴西米纳斯吉拉斯州的一个市镇。总面积1004.536平方公里，总人口12374人，人口密度12.3人/平方公里。